# 水防団
水防団（すいぼうだん，Flood Prevention Group）は、水防法（昭和24年6月4日法律第193号）第5条の規定により設置される水防に関する防災組織である。

## 概要
水防管理団体（水防の責任を有する市区町村、又は水防に関する事務を共同に処理する市町村の組合、若しくは水害予防組合）は水防団を置くことができるとし、都道府県知事が水防上公共の安全に重大な関係のある水防管理団体と指定した場合は、水防団を置かなければならないとしている。消防機関とともに水防管理団体の指揮下で行動する。平成19年4月現在、1834団ある。

### 水防団員の任務及び根拠法令
水防団員は水防団の一員として、地域の河川の氾濫や洪水、その他の水害に対処することを任務としている。水防団員は水防団を設置する地域住民より任用され、非常勤の特別職地方公務員としての身分により活動する。
水防団及び水防団員の根拠法令及び任務については、水防法第5条により「水防管理団体は、水防事務を処理するため、水防団を置くことができる」とし、第2項では「前条の規定により指定された水防管理団体（以下「指定管理団体」という。）は、その区域内にある消防機関が水防事務を十分に処理することができないと認める場合においては、水防団を置かなければならない」としており、水害が懸念される地域におかれる公共機関として定められている。
さらに、第5条第3項では「水防団及び消防機関は、水防に関しては水防管理者の所轄の下に行動する」と定められており、さらに第6条において「水防団は、水防団長及び水防団員をもつて組織する」、さらに第6条第2項において「水防団の設置、区域及び組織並びに水防団長及び水防団員の定員、任免、給与及び服務に関する事項は、市町村又は水防事務組合にあつては条例で、水害予防組合にあつては組合会の議決で定める」と規定されている。

### 水防団員の任務及び身分保障
水防団員は日ごろは本業を持つ地域住民により構成され、自らの居住する地域に水害や水に起因する事故およびその恐れがある時は、所属する団の水防団長をはじめ分団長などの指揮に基づき、水防救急任務にあたる。多くが消防団員を兼任している。消防団員が火災や地震、救急を任務とするのに対して水防団員は主に台風などの原因による河川の増水や決壊に対して土嚢を積んで予防に努める他、浸水した地域の被災者救出を主な任務としている。主に夏になると洪水に備えた水防工法の訓練を行う。近年では水防団員の人口も減少の一途を辿り、全国では消防団員との兼任団員が94万人、専任団員は1.7万人である。消防団の所管官庁が総務省消防庁なのに対して、水防団は国土交通省である。しかし、実際に水防団を指揮・監督するにあたっては、市町村の首長が水防管理者が務める。首都機能という国家の中枢機関が設置される東京都の場合、確かに都内の消防団は他の道府県と異なり水防任務をも担うが、消防管理者が首都機能の安全上、東京都知事であり都庁の外局である東京消防庁の指揮を受けることになっているのに対して、水防管理者は特別区長及び市町村長となっていることから、水防は都内の市町村・特別区が担うこととなっている。
水防団員の保障は、ほぼ消防団員と同様であり、公務中の災害は公務災害の対象となり、その他、昇任や表彰の機会もある。

### 水防団員の階級
※階級制度は法律上特に規定はない。国土交通省の基準に基づき、水防団を設置する市町村が条例で定める。運用上は消防団員とほぼ同様である(消防団員の階級参照)。即ち、最高位の団長以下7階級からなり、役職名と階級名がすべて一致しているのが特徴である。
| 序列 | 区分     | 階級     | 備考             |
| ---- | -------- | -------- | ---------------- |
| 1    | 上級幹部 | 団長     | 団長             |
| 2    | 上級幹部 | 副団長   | 副団長           |
| 3    | 中級幹部 | 分団長   | 団本部長・分団長 |
| 4    | 中級幹部 | 副分団長 | 副分団長         |
| 5    | 初級幹部 | 部長     | 団本部員・部長   |
| 6    | 初級幹部 | 班長     | 団本部員・班長   |
| 7    | 幹部候補 | 団員     | 団本部員・分団員 |

### 水防団員に対する表彰
- 国土交通大臣表彰
- 都道府県知事表彰
- 市町村長表彰
- 公益社団法人日本河川協会会長表彰

## 水防団長
水防団長（すいぼうだんちょう）とは水防法第5条及び第6条に定める水防団の長をいう。水防団長は水防団員の階級最高位にあたる団長のことを指し、団員の中から推薦を経て、水防管理団体たる市町村長より任命される。平時にあっては本業を有し、行事や団活動時、訓練時は団本部の長として団本部はじめ各分団を指揮する。
類似する公職に消防団長がある。実際に水防団員は消防団員と兼任で務める場合も多く、その場合、水防団長が消防団長を兼ねている。

### 水防団長表彰(水防団長賞・水防団長感謝状含む)
水防団長は、水防に功績ある水防団員とその家族、市民に対して表彰をしている。水防団員に対しては表彰状を授与し、消防団員の家族には感謝状を贈呈している。水防団によっては、水防団長表彰に表彰記章が伴う例があり、記念品または副賞としてこれを授与している。厳密には水防団長表彰と水防団長賞は区別されるが、概ね団長表彰は団長賞と略称・通称する場合も多い。

## 水防団および水防団員関連法規

### 地方公務員法(水防団員に関する規定のみ)
- 第3条　地方公務員（地方公共団体及び特定地方独立行政法人（地方独立行政法人法（平成15年法律第118号）第2条第2項に規定する特定地方独立行政法人をいう。以下同じ。）のすべての公務員をいう。以下同じ。）の職は、一般職と特別職とに分ける。
- 3　特別職は、次に掲げる職とする。
- 3　5．非常勤の消防団員及び水防団員の職

### 水防法(関連部分のみ抜粋)
- 第5条　水防管理団体は、水防事務を処理するため、水防団を置くことができる。
- 第6条　水防団は、水防団長及び水防団員をもつて組織する。
- 2　水防団の設置、区域及び組織並びに水防団長及び水防団員の定員、任免、給与及び服務に関する事項は、市町村又は水防事務組合にあつては条例で、水害予防組合にあつては組合会の議決で定める。
- 第6条の2　水防団長又は水防団員が公務により死亡し、負傷し、若しくは病気にかかり、又は公務による負傷若しくは病気により死亡し、若しくは障害の状態となつたときは、当該水防団長又は水防団員の属する水防管理団体は、政令で定める基準に従い、市町村又は水防事務組合にあつては条例で、水害予防組合にあつては組合会の議決で定めるところにより、その者又はその者の遺族がこれらの原因によつて受ける損害を補償しなければならない。
- 2　前項の場合においては、水防管理団体は、当該水防団長若しくは水防団員又はその者の遺族の福祉に関して必要な事業を行うように努めなければならない。
- 第6条の3　水防団長又は水防団員で非常勤のものが退職した場合においては、当該水防団長又は水防団員の属する水防管理団体は、市町村又は水防事務組合にあつては条例で、水害予防組合にあつては組合会の議決で定めるところにより、その者（死亡による退職の場合には、その者の遺族）に退職報償金を支給することができる。
- 第9条　水防管理者、水防団長又は消防機関の長は、随時区域内の河川、海岸堤防等を巡視し、水防上危険であると認められる箇所があるときは、直ちに当該河川、海岸堤防等の管理者に連絡して必要な指定を求めなければならない。
- 第10条の7　水防管理者は、水防警報が発せられたとき、水位が都道府県知事の定める警戒水位に達したときその他水防上必要があると認めるときは、都道府県の水防計画で定めるところにより、水防団及び消防機関を出動させ、又は出動の準備をさせなければならない。
- 第12条　水防団長、水防団員及び消防機関に属する者は、水防上緊急の必要がある場所におもむくときは、一般交通の用に供しない通路又は公共の用に供しない空き地及び水面を通行することができる。
- 第14条　水防上緊急の必要がある場所においては、水防団長、水防団員又は消防機関に属する者は、警戒区域を設定し、水防関係者以外の者に対して、その区域への立入を禁止し、若しくは制限し、又はその区域からの退去を命ずることができる。
- 2　前項の場所においては、水防団長、水防団員若しくは消防機関に属する者がいないとき、又はこれらの者の要求があつたときは、警察官は、同項に規定する者の職権を行うことができる。
- 第17条　水防管理者、水防団長又は消防機関の長は、水防のためやむを得ない必要があるときは、当該水防管理団体の区域内に居住する者、又は水防の現場にある者をして水防に従事させることができる。
- 第18条　水防に際し、堤防その他の施設が決壊したときは、水防管理者、水防団長又は消防機関の長は、直ちにこれを関係者に通報しなければならない。
- 第19条　堤防その他の施設が決壊したときにおいても、水防管理者、水防団長及び消防機関の長は、できる限りはん濫による被害が拡大しないように努めなければならない。
- 第20条　何人も、水防上緊急を要する通信が最も迅速に行われるように協力しなければならない。
- 2　国土交通大臣、都道府県知事、水防管理者、水防団長、消防機関の長又はこれらの者の命を受けた者は、水防上緊急を要する通信のために、電気通信事業法（昭和59年法律第86号）第2条第5号に規定する電気通信事業者がその事業の用に供する電気通信設備を優先的に利用し、又は警察通信施設、気象官署通信施設、鉄道通信施設、電気事業通信施設その他の専用通信施設を使用することができる。
- 第21条　水防のため緊急の必要があるときは、水防管理者、水防団長又は消防機関の長は、水防の現場において、必要な土地を一時使用し、土石、竹木その他の資材を使用し、若しくは収用し、車馬その他の運搬具若しくは器具を使用し、又は工作物その他の障害物を処分することができる。
- 第24条　二以上の都府県に関係がある河川で、公共の安全を保持するため特に重要なものの水防上緊急を要するときは、国土交通大臣は、都道府県知事、水防管理者、水防団長又は消防機関の長に対して指示をすることができる。
- 第27条　都道府県は、条例で、指定管理団体の水防団員の定員の基準を定めることができる。
- 第28条　指定管理団体は、毎年水防団及び消防機関の水防訓練を行わなければならない。

### 水防法施行規則
第3条　法第25条の規定により、水防に際し、堤防その他の施設が決壊したときは、水防管理者、水防団長、消防機関の長又は水防協力団体の代表者は、電報、電話、無線電話又は特使のいずれかの方法により、直ちに知事及び所轄土木事務所長並びに関係者に通報しなければならない。堤防その他の施設が決壊するおそれのあるときも、また同様とする。

### 災害対策基本法(関連部分のみ抜粋)
- 第5条　市町村は、基礎的な地方公共団体として、当該市町村の地域並びに当該市町村の住民の生命、身体及び財産を災害から保護するため、関係機関及び他の地方公共団体の協力を得て、当該市町村の地域に係る防災に関する計画を作成し、及び法令に基づきこれを実施する責務を有する。
- 2　市町村長は、前項の責務を遂行するため、消防機関、水防団等の組織の整備並びに当該市町村の区域内の公共的団体等の防災に関する組織及び住民の隣保協同の精神に基づく自発的な防災組織（第8条第2項において「自主防災組織」という。）の充実を図り、市町村の有するすべての機能を十分に発揮するように努めなければならない。
- 3　消防機関、水防団その他市町村の機関は、その所掌事務を遂行するにあたつては、第1項に規定する市町村の責務が十分に果たされることとなるように、相互に協力しなければならない。
- 第58条　市町村長は、災害が発生するおそれがあるときは、法令又は市町村地域防災計画の定めるところにより、消防機関若しくは水防団に出動の準備をさせ、若しくは出動を命じ、又は警察官若しくは海上保安官の出動を求める等災害応急対策責任者に対し、応急措置の実施に必要な準備をすることを要請し、若しくは求めなければならない。

### 国民保護法(関連部分のみ抜粋)
正式名を武力攻撃事態等における国民の保護のための措置に関する法律という。
- 第158条　何人も、武力攻撃事態等において、特殊標章（第一追加議定書第66条3の国際的な特殊　標章をいう。次項及び第3項において同じ。）又は身分証明書（同条3の身分証明書をいう。次項及び第3項において同じ。）をみだりに使用してはならない。
- 2　次の各号に掲げる者（以下この項において「指定行政機関長等」という。）は、武力攻撃事態等においては、前項の規定にかかわらず、それぞれ当該各号に定める職員で国民の保護のための措置に係る職務を　行うもの（指定行政機関長等の委託により国民の保護のための措置に係る業務を行う者を含む。）又は指　定行政機関長等が実施する国民の保護のための措置の実施に必要な援助について協力をする者に対し、これらの者又は当該国民の保護のための措置に係るこれらの者が行う職務、業務若しくは協力のために使用　される場所等を識別させるため、特殊標章又は身分証明書を交付し、又は使用させることができる。
- 1　指定行政機関の長　当該指定行政機関の職員
- 2　都道府県知事　当該都道府県の職員（次号及び第5号に定める職員を除く。）
- 3　警視総監及び道府県警察本部長　当該都道府県警察の職員
- 4　市町村長　当該市町村の職員（次号及び第6号に定める職員を除く。）
- 5　消防長　その所轄の消防職員
- 6　水防管理者　その所轄の水防団長及び水防団員